# Canti e vedute del giardino magnetico
Canti E Vedute Del Giardino Magnetico, conosciuto anche con il titolo inglese di Songs And Views Of The Magnetic Garden fu il primo album solista del musicista Alvin Curran, prodotto dalla Ananda nel 1974. L'album fu ristampato nel 1993 dalla Catalyst sia per il mercato americano che europeo con il titolo in inglese.

## Tracce
Lato A
1. Canti E Vedute Dal Giardino Magnetico

Lato B
1. Canti E Vedute Dal Giardino Magnetico